# Żytomierski Obwodowy Związek Polaków na Ukrainie
Żytomierski Obwodowy Związek Polaków na Ukrainie – regionalna organizacja polskiej mniejszości narodowej obwodu żytomierskiego. 
W 1989 roku powstało Polskie Stowarzyszenie Kulturalno-Oświatowe im. Jarosława Dąbrowskiego, na bazie którego w 1991 roku powstał Żytomierski Obwodowy Oddziału Związku Polaków na Ukrainie. Wśród założycieli byli Walenty Grabowski i biskup Jan Purwiński. Od 2006 roku jest samodzielną organizacją. Pierwszym prezesem był Walenty Grabowski, następnie obowiązki prezesa pełniła Elwira Gilewicz (2004-2006). Obecnie związkiem kieruje Wiktora Laskowska.
Przy Związku funkcjonuje polska szkoła sobotnio-niedzielna w Żytomierzu i zespoły artystyczne, ponadto Związek organizuje uroczystości patriotyczne i festiwale (m.in. Międzynarodowy Festiwalu Kultury Polskiej „Tęcza Polesia”). Staraniem organizacji wprowadzono nauczanie języka polskiego do szkół oraz powstały punkty nauczania języka polskiego przy parafiach rzymskokatolickich.